# Verônica Costa
Verônica Chaves de Carvalho Costa (Rio de Janeiro, 21 de abril de 1974) é uma empresária, radialista, cantora, apresentadora de televisão e política brasileira filiada ao Partido Liberal (PL), sendo considerada uma das principais responsáveis pela popularização do funk no Brasil e no mundo.[carece de fontes?]
Conhecida como a Mãe Loira do Funk.

## Biografia
Foi eleita vereadora da cidade do Rio de Janeiro pela primeira vez em 2000 e se candidatou a deputada estadual em 2002, não conseguindo se eleger. Foi reeleita vereadora nas eleições subsequentes. 
Em 2008, quando tentava se reeleger para um terceiro mandato, teve seu registro de candidatura inicialmente negado, mas posteriormente deferido.
Em 2010 se candidatou novamente a deputada estadual pelo Partido da República, ficando na suplência, com 25.594 votos.
Em outubro de 2012, foi eleita pela quarta vez vereadora do município do Rio de Janeiro com 31.515 votos. Embora pudesse entrar na Assembleia Legislativa, substituindo o prefeito eleito de Araruama Miguel Jeovani, ela assumiu o mandato na Câmara dos Vereadores, cedendo a vaga para Geraldo Pudim.
Foi reeleita para o quinto mandato em 2016. Entretanto, no dia 9 de abril de 2019, foi condenada em primeira instância a cinco anos de prisão e a perda de seu cargo, por tortura contra seu ex-marido Márcio Costa. Da decisão ainda cabe recurso.
Em julho de 2022, o carro dela levou dois tiros na altura de Fazenda Botafogo, mas ninguém se feriu devido à blindagem do veículo.
Em 12 de abril de 2023, foi condenada a dez anos e oito meses pelos desembargadores da Segunda Câmara Criminal do Rio de Janeiro pelo crime de tortura.